# Nico Caldarola
Domenico Caldarola, dit Nico Caldarola (né le 11 février 1962 à Rome) est un ancien pilote de rallyes italien.

## Biographie
Nico Caldarola a débuté en compétitions automobiles en 1989, au rallye de Bohême du championnat européen, sur Škoda 130 L.
Son principal copilote a été Paolo Cecchini, de 1996 à 2005, avec un court intermédiaire de Paolo Cecchini en 2001, et un autre durant toute l'année 2002 par contre avec Giovanni Agnese.
Sa carrière a obtenu la consécration après l'an 2000, sur la zone Asie-Pacifique-Océanie.
En 2005 et 2006, il participe au championnat de Chine des rallyes, puis rentre finalement en Europe et fait encore une dernière saison dans le championnat EGTS (Grand Tourisme) en 2007(ainsi qu'une brève apparition en Speedcar Series en 2008).

## Palmarès
- Champion d'Italie des voitures de Promotion: 1988;
- Champion d'Asie-Pacifique des Rallyes du Groupe N (APRC): 2002;
- Double vice-champion d'Asie-Pacifique des rallyes (APRC): 2001 et 2002;
- Vice-champion d'Asie-Pacifique des rallyes du groupe N: 2001;
- 3e du championnat d'Italie des rallyes: 1999;
- 3e du championnat d'Italie des rallyes du groupe N: 2001;
- 3e du championnat d'Asie-Pacifique des rallyes du groupe N: 2003.

### 3 victoires en APRC
- 2001: 5e Rallye de Chine Shaoguan (copilote son compatriote Dario D'Esposito, sur Mitsubishi Lancer Evolution VI;
- 2001: Rallye de Thaïlande (copilote Paolo Cecchini,  sur Mitsubishi Lancer Evolution VI);
- 2002: Rallye de Thaïlande (copilote Giovanni Agnese, sur Mitsubishi Lancer Evolution VII);
  - 2e du rallye de Chine en 2002;
  - 3e du rallye de Malaisie en 2000 et 2001;
  - 3e du rallye de Nouvelle-Calédonie en 2002.

### 3 victoires en Groupe N de l'APRC
- 2002: rallye d'Australie;
- 2002: rallye de Nouvelle-Calédonie;
- 2002: rallye de Chine;

(nb: également une fois en Europe en 2001, au rallye de terre de Toscane)

### Autres victoires
- 1994 : Rallye de Rome ;
- 1998 : Rallye du Golfe d'Asinara.